# Cyclacanthina
Cyclacanthina is een geslacht van vlinders van de familie bladrollers (Tortricidae), uit de onderfamilie Olethreutinae.

## Soorten
- C. episema Diakonoff, 1973
- C. negligens Diakonoff, 1973